# Li Chao
Li Chao (李超; Taiyuan, 21 aprile 1989) è uno scacchista cinese, Grande maestro.
Ha ottenuto il titolo di Grande maestro nel 2007, all'età di 18 anni.
Nella lista FIDE di giugno 2016 ha raggiunto il suo record personale con un punteggio Elo di 2758 punti, dato che lo ha collocato al 15º posto nella classifica mondiale e al secondo posto tra i giocatori cinesi ..

## Principali risultati
- 2007
  - in agosto vince il torneo Scandinavian Open di Stoccolma con 8,5 /9, davanti a otto GM;[3]
  - in settembre vince il torneo Dato Arthur Tan Open di Kuala Lumpur;
  - in novembre vince la President Gloria Macapagal Arroyo Cup di Manila;
- 2008
  - in aprile è 1º-4º con 7/9 nel 10º Dubai Open (4º dopo gli spareggi);
  - in maggio vince il Philippines International Open di Subic Bay;
  - in agosto vince per la seconda volta il torneo Dato Arthur Tan Open di Kuala Lumpur;
  - in settembre partecipa al match Russia-Cina di Ningbo, realizzando 3/5, con una prestazione Elo di 2767 punti;
  - in novembre partecipa alle Olimpiadi di Dresda, realizzando + 4 = 3 – 1;
- 2009
  - in novembre-dicembre partecipa alla Coppa del Mondo di scacchi 2009 di Chanty-Mansijsk; supera al 1º turno Gabriel Sargsyan e al 2º Yannick Pelletier, al 3º turno perde con Vüqar Həşimov 1,5-3,5.
- 2010
  - in gennaio vince con 10/13 il Corus-C di Wijk aan Zee;
- 2015
  - in marzo vince il torneo open di Cappelle-la-Grande;[4]
- 2017
  - in giugno vince con la Cina il Campionato del mondo a squadre di scacchi, risultando per punti fatti (7) il miglior giocatore del torneo.[5]
- 2018
  - in ottobre vince con la Cina le Olimpiadi .[6]